# تاكوما هيداكا
تاكوما هيداكا (باليابانية: 日高 拓磨) (8 أبريل 1983 في فوكوياما في اليابان – )؛ هو لاعب كرة قدم ياباني سابق كان يلعب كمدافع.

## وصلات خارجية
- تاكوما هيداكا على موقع رابطة كرة القدم اليابانية للمحترفين (اليابانية)
- تاكوما هيداكا على موقع قاعدة بيانات كرة القدم.إي يو (الإنجليزية)
- تاكوما هيداكا على موقع Soccerway.com (الإنجليزية)
- تاكوما هيداكا على موقع عالم كرة القدم.نت (الإنجليزية)